# Lessinodytes caoduroi
Lessinodytes caoduroi Vigna Taglianti, 1982 è un coleottero appartenente alla famiglia dei Carabidi scoperto il 15 marzo 1981 in una cava sotterranea nei pressi di Sant'Ambrogio di Valpolicella (Verona) dal biospeleologo veronese Gianfranco Caoduro. L'anno successivo il prof. Augusto Vigna Taglianti dell'Università di Roma ha descritto la nuova specie dedicandola ai Monti Lessini e al suo scopritore. Negli anni successivi due altre specie del genere Lessinodytes sono state raccolte in una grotta delle Prealpi bresciane (Lessinodytes glacialis) e in cavità degli alti Lessini veronesi (Lessinodytes pivai).

L'olotipo di Lessinodytes caoduroi è conservato presso il Museo civico di Storia Naturale di Verona.

## Descrizione

### Adulto
Come tutti i coleotteri troglobi L. caoduroi è una specie cieca e depigmentata. La colorazione rossiccia non è dovuta a pigmenti epidermici, perduti con l'adattamento alla vita cavernicola,  ma al colore proprio della chitina, di cui è fatto l'esoscheletro degli insetti. Il suo corpo, ben distinto in capo, torace e addome, è lungo poco meno di 5 mm; le antenne, lunghe quanto il corpo, le esili zampe e il corpo sono ricoperti da setole sensoriali che permettono all'animale di orientarsi agevolmente nel buio assoluto delle cavità sotterranee. Come in tutti i Carabidi, insetti predatori, l'apparato boccale è masticatore, dotato di mandibole acuminate.

### Larva
Fino ad oggi non è stata rinvenuta alcuna forma larvale riconducibile a L. caoduroi. Non è da escludere che la specie abbia uno sviluppo postembrionale riconducibile alla criptometabolia,  nella quale l'insetto che schiude dall'uovo, dentro o fuori il corpo materno, è già adulto o una larva matura che si trasforma subito in pupa. Questo tipo di sviluppo postembrionale, che avviene totalmente o quasi all'interno dell'uovo, è piuttosto frequente nei coleotteri cavernicoli.

## Biologia
Lessinodytes caoduroi è una delle più straordinarie specie cavernicole dell'entomofauna italiana per l'elevatissimo grado di specializzazione morfologica agli ambienti sotterranei. 
Si tratta di una specie troglobia rarissima, fino ad ora raccolta esclusivamente in cavità sotterranee accessibili ai biospeleologi. È probabile, tuttavia, che questi insetti cavernicoli frequentino preferenzialmente spazi molto più angusti, come le microfessure dei massicci carbonatici, e che solo in circostanze particolari essi possano venire a contatto con spazi più ampi, come le grotte. Questo spiegherebbe la loro eccezionale rarità.

## Distribuzione e habitat
Si tratta di una specie endemica dei monti Lessini occidentali veronesi. Fino ad oggi ogni cattura di Lessinodytes caoduroi ha rappresentato un fatto eccezionale e fortuito. Solamente ulteriori e più approfondite ricerche, anche con l'uso di nuove tecniche di indagine negli ambienti sotterranei superficiali (MSS: milieu souterrain superficiel) potranno forse svelare in futuro l'areale effettivo della specie, attualmente assai localizzato e puntiforme.